# 天际汽车
天际汽车前身為乐视汽车旗下的電咖汽車，是中华人民共和国一家电动汽车制造商。 公司成立于2015年6月23日。該公司推出了两款車型，分別為Dearcc EV10和Enovate ME7。  2018年，电咖汽车发布高端品牌天际汽车。2019年3月，公司名称由浙江电咖汽车科技有限公司变更为天际汽车科技集团有限公司。 天际汽车首座工厂位于绍兴市。第二座工厂于2021年6月在长沙市建成投产。
不過天际汽车资金不足（8轮融资才获得115亿）、产品定位不清晰，令到产品销量不佳、投入成本高、產品缺乏競爭力。2022年，天际汽车销量為5321辆，这一数字不足蔚來汽車、小鵬汽車、理想汽車的月销量。2022年年末，天际汽车宣布与沙特企业“Sumou Holding”成立合资公司，共同在沙特阿拉伯投资两期约5亿美元的新能源汽车生产制造和研发基地。
自2023年2月份起，天际汽车上海市总部開始不发工资。自2023年4月1日开始，公司部分岗位实行停工停产政策。